# ليونارد جيبس
ليونارد جيبس (بالإنجليزية: Leonard Gibbs)‏ هو سياسي أمريكي، ولد في 21 أبريل 1800، وتوفي في 12 سبتمبر 1863. انتخب عضو جمعية ولاية نيويورك.